# Henry Holland (1er baronnet)
Henry Holland (27 octobre 1788 - 27 octobre 1873), est un médecin britannique et écrivain de voyage.

## Jeunesse
Né à Knutsford, Cheshire, Holland est le fils du médecin Peter Holland (1766–1853) et de son épouse Mary Willets. La sœur de Peter, Elizabeth, est la mère de la romancière Elizabeth Gaskell, et Mary est la nièce du potier Josiah Wedgwood. Il étudie la médecine à l'Université d'Édimbourg (MA, 1811).

## Carrière
Il a une pratique importante et est médecin domestique de Caroline, princesse de Galles (brièvement en 1814) et médecin extraordinaire de Guillaume IV et de la reine Victoria. Il est également médecin ordinaire de la reine Victoria en 1852.
Il est élu membre de la Royal Society en janvier 1815 et siège au conseil à trois reprises . Il est créé baronnet en 1853.

## Voyage
Il est devenu célèbre grâce à ses écrits de voyage, ayant voyagé en Islande et à travers les Balkans et la Péninsule Ibérique, alors que les Britanniques étaient en guerre contre la France. Il est également un médecin de société talentueux, et entre sa beauté, son charme et ses expériences et conversations, il est très recherché.
Holland est décédé le jour de son 85e anniversaire, le 27 octobre 1873, dans sa maison de Brook Street, à Londres.

## Famille
En 1822, il épouse Margaret Emma Caldwell (1795-1830, connue sous le nom d'Emma), avec qui il a deux fils et deux filles : 
- Henry Holland (1er vicomte Knutsford) (1825–1914)
- Francis James Holland (1828-1907)
- Emily Mary Holland (1824–1908) épouse Charles Buxton ; leur fils est Sydney Buxton (1er comte Buxton)
- Elinor Anne Holland (1826-1829)

Emma est décédée le 2 février 1830. Holland est devenu plus tard le gendre de Sydney Smith dont il épouse la fille, Saba, en secondes noces, avec qui il a eu deux filles : 
- Caroline Holland (1834–1909), auteur des Carnets d'une dame de Spinster, publication posthume en 1919
- Gertrude Holland (1840–1898)